# سعيد بن حازم السويدي
سعيد بن حازم السويدي هو كاتب وصحفي، وباحث، ومؤرخ عراقي كتب مقالات لعدد من الصحف العربية الإلكترونية مثل جريدة الراصد الإلكترونية العراقية، وجريدة الشرق الأوسط الإلكترونية، وركز اهتمامه على التنظيمات الجهادية ودورها في المشهد العربي الراهن، ويعيش حاليا بالمملكة العربية السعودية.

## مؤلفاته
ألف سعيد بن حازم السويدي العديد من المؤلفات منها:
- الجهاد في سوريا: حتى لا تتكر مأساة العراق مع القاعدة: صدر عام 2014 عن مركز الدين والسياسة للدراسات.[1]
- الجماعات المتطرفة وإيران (علاقات متجددة وأجندات متعايشة): صدر عام 2015 عن مركز الحقائق للبحوث والدراسات.[2]
- ظاهرة داعش في تجارب القاعدة نقد مزاعم اعتدال التنظيم: صدر عام 2016 عن مركز ثبات للبحوث والدراسات بالمملكة العربية السعودية.[3]
- تساؤلات تقدح في تصورات الغلاة في قتال المشركين وإقامة الدين: صدر عام 2016 عن مركز ثبات للبحوث والدراسات بالمملكة العربية السعودية.[4]
- تنظيم القاعدة ومشروع الدولة الإسلامية والتلاعب المستمر بمبدأ الولاء والبراء: صدر عام 2016 عن مركز ثبات للبحوث والدراسات بالمملكة العربية السعودية.[5]
- منهج الغلاة في ميزان الدعوة النجدية: صدر عام 2017 عن مركز ثبات للبحوث والدراسات بالمملكة العربية السعودية.[6]
- دور العلماء في ترشيد العمل الجهادي: صدر عام 2017 عن مركز ثبات للبحوث والدراسات بالمملكة العربية السعودية.[7]
- تاريخ السلفية في العراق: صدر عام 2018 عن دار سلف للنشر والتوزيع بالمملكة العربية السعودية.[8]